# David Alfaro
José David Alfaro Corrales (Grecia, 8 de febrero de 1993) es un futbolista costarricense, juega como volante ofensivo y su actual equipo es el Municipal Grecia de la Segunda División de Costa Rica.

## Clubes
| Club             | País       | Año               |
| ---------------- | ---------- | ----------------- |
| Municipal Grecia | Costa Rica | 2013 - Actualidad |

### Goles con Grecia
| Gol | Fecha               | Sede                                          | Oponente        | Marcador | Resultado | Competencia     |
| --- | ------------------- | --------------------------------------------- | --------------- | -------- | --------- | --------------- |
| 1.  | 18 de enero de 2014 | Estadio Carlos Ugalde Álvarez, Ciudad Quesada | San Carlos      | 1 - 1    | 1 – 2     | Liga de Ascenso |
| 2.  | 4 de abril de 2014  | Estadio Miguel Ángel Lito Pérez, Puntarenas   | Jicaral Sercoba | 2 - 3    | 2 – 4     | Liga de Ascenso |